# Miltochrista effasciata
Miltochrista effasciata är en fjärilsart som beskrevs av Felder 1861. Miltochrista effasciata ingår i släktet Miltochrista och familjen björnspinnare. Inga underarter finns listade i Catalogue of Life.